# فرد دبليو. هيرد
فرد دبليو. هيرد (بالإنجليزية: Fred W. Heard)‏ هو سياسي أمريكي، ولد في 9 سبتمبر 1940. انتخب عضو مجلس نواب أوريغون.